# Dystrykt Kalomo
Dystrykt Kalomo – dystrykt w południowej Zambii w Prowincji Południowej. W 2000 roku liczył 87 651 mieszkańców (z czego 49,12% stanowili mężczyźni) i obejmował 14 243 gospodarstw domowych. Siedzibą administracyjną dystryktu jest Kalomo.